# Konrad Lachmayer
Konrad Lachmayer (* 1978 in Wien) ist ein österreichischer Rechtswissenschaftler und Universitätsprofessor an der Sigmund Freud Privatuniversität Wien. Lachmayer ist Vizedekan für Forschung der Fakultät für Rechtswissenschaften an der Sigmund Freud Privatuniversität sowie Universitätsprofessor für Öffentliches Recht, Europarecht und Grundlagen des Rechts.

## Werdegang
Lachmayer studierte von 1996 bis 2000 Rechtswissenschaften an der Universität Wien, ebenfalls dort absolvierte er von 2000 bis 2002 das Doktoratsstudium der Rechtswissenschaften mit der Dissertation „Beiräte in der österreichischen Bundesverwaltung“. 
2010 habilitierte sich Lachmayer und erlangte die Lehrbefugnis für Verfassungsrecht, Verwaltungsrecht und Europarecht. Seine Habilitationsschrift trägt den Titel: „Entwicklungen im österreichischen und europäischen Polizeirecht. Sicherheits- und Kriminalpolizeirecht im Gefüge des Rechtsstaats“.
Von 2002 bis 2003 war Lachmayer als juristischer Mitarbeiter in der Rechtsabteilung des Kuratoriums für Verkehrssicherheit tätig sowie von 2000 bis 2012 Vertrags- und Universitätsassistent am Institut für Staats- und Verwaltungsrecht der Universität Wien bei Bernd-Christian Funk. 
2007–2008 war Lachmayer auf Forschungsaufenthalt an der University of Cambridge (GB) – Faculty Visitor; Visiting Scholarship Wolfson College sowie am Max-Planck-Institut für ausländisches öffentliches Recht und Völkerrecht in Heidelberg. Seit 2010 ist Konrad Lachmayer Privatdozent am Institut für Staats- und Verwaltungsrecht der Universität Wien. 
2011 folgte ein weiterer Forschungsaufenthalt an der Central European University, Budapest (HU). Von 2014 bis 2016 war Lachmayer Research Fellow an der Durham Law School (UK) sowie auch während dieser Zeit wissenschaftlicher Rat am Institut für Rechtswissenschaften an der Ungarischen Akademie für Wissenschaften. 
Seit 2017 ist Konrad Lachmayer Universitätsprofessor, seit 2018 Vizedekan für Forschung der Fakultät für Rechtswissenschaften an der Sigmund Freud Privatuniversität Wien.

## Auszeichnungen, Preise und Stipendien
- 2013: Lehren Lecturer für international Impulse, Universität Hamburg
- 2010: Forschungsstipendium für Mittel- und Osteuropäische Länder (MOEL) der ÖFG für ein Forschungsprojekt zur Verfassungsvergleichung in Verfassungsreformprozessen
- 2008: Life-Long-Learning-Award für das beste ERASMUS Programm Österreichs für die Organisation der NICLAS Summer School
- 2008: Forschungsstipendium der Alexander-von-Humboldt-Stiftung für erfahrene Wissenschaftler für einen Deutschlandaufenthalt im Rahmen des Habilitationsprojekts
- 2007: Preis des Theodor-Körner-Fonds für das Habilitationsprojekt
- 2007: Förderpreis der Juristischen Blätter für einen Beitrag über „Ausgliederungen und Beleihungen im Spannungsfeld der Verfassung“

## Publikationen (Auswahl)
- Beiräte in der Bundesverwaltung. Verlag Österreich, Wien 2003, ISBN 3-7046-4155-3.
- mit Lukas Bauer (Hrsg.): Praxiswörterbuch Europarecht. Springer, Wien 2008, ISBN 978-3-211-38363-6.
- mit Karl Stöger (Hrsg.): Casebook Europarecht: mit dem Vertrag von Lissabon. Facultas, Wien 2010, ISBN 978-3-7089-0568-6.
- mit Kai von Lewinski (Hrsg.): Datenschutz im Rechtsvergleich: Deutschland – Österreich.  Facultas, Wien 2019, ISBN 978-3-7089-1859-4.